# Ipnopidae
Ipnopidae (Netoogvissen) zijn een familie van straalvinnige vissen uit de orde van Draadzeilvissen (Aulopiformes).

## Geslachten
- Bathymicrops Hjort & Koefoed, 1912
- Bathypterois Günther, 1878
- Bathytyphlops Nybelin, 1957
- Ipnops Günther, 1878